# Чичеруаккьо
Чичеруа́ккьо (итал. Ciceruacchio), настоящее имя ─ А́нджело Бруне́тти (итал. Angelo Brunetti; 27 сентября 1800, Рим — 10 августа 1849, Порто-Толле, Венеция) — итальянский революционер.

## Биография
Работал извозчиком в Риме. В 1846—1847 годах был одним из организаторов выступлений народных масс Рима, вынудивших римского папу Пия IX пойти на некоторые либеральные реформы.
Во время Революции 1848—1849 гг. Чичеруаккьо — один из активных участников обороны Римской республики. После падения республики (июль 1849 года) вместе с Гарибальди отправился на помощь революционной Венеции, осаждённой австрийскими войсками.
В пути австрийцы захватили Чичеруаккьо и его спутников (среди которых были его сыновья Луиджи и 13-летний Лоренцо) и расстреляли.